# Malibu (miniserie televisiva)
Malibu è una miniserie televisiva in 2 puntate trasmesse per la prima volta nel 1983.
È una miniserie drammatica statunitense con Kim Novak, Susan Dey, Troy Donahue e James Coburn. È basata sul romanzo di William Murray.

## Trama
Una giovane coppia di Milwaukee, Stan e Linda Harvey, si trasferisce nella sfarzosa zona di Malibù Beach e partecipa alla vita comune e mondana dell'alta società del posto, tra amori e tentazioni di tradimenti.

## Produzione
La miniserie, diretta da E.W. Swackhamer su una sceneggiatura di Elliott Baker con il soggetto di William Murray (autore del romanzo), fu prodotta da Peter Thompson per la Hamner Productions e la Columbia Pictures Television e girata a Burbank e a Malibù in California.

## Distribuzione
La miniserie fu trasmessa negli Stati Uniti dal 23 gennaio 1983  sulla rete televisiva ABC. In Italia, la miniserie fu trasmessa su Canale 5 a partire dall'11 dicembre 1983.